# Wielbark (gmina)
Wielbark – gmina miejsko-wiejska w województwie warmińsko-mazurskim, w powiecie szczycieńskim. W latach 1975–1998 gmina położona była w województwie olsztyńskim.
Siedziba gminy to Wielbark.
Według danych z 31 grudnia 2007 gminę zamieszkiwało 6241 osób. Natomiast według danych z 31 grudnia 2019 roku gminę zamieszkiwało 6461 osób.

## Struktura powierzchni
Według danych z roku 2007 gmina Wielbark ma obszar 347,89 km², w tym:
- użytki rolne: 35%
- użytki leśne: 58%

Gmina stanowi 18% powierzchni powiatu.

## Demografia

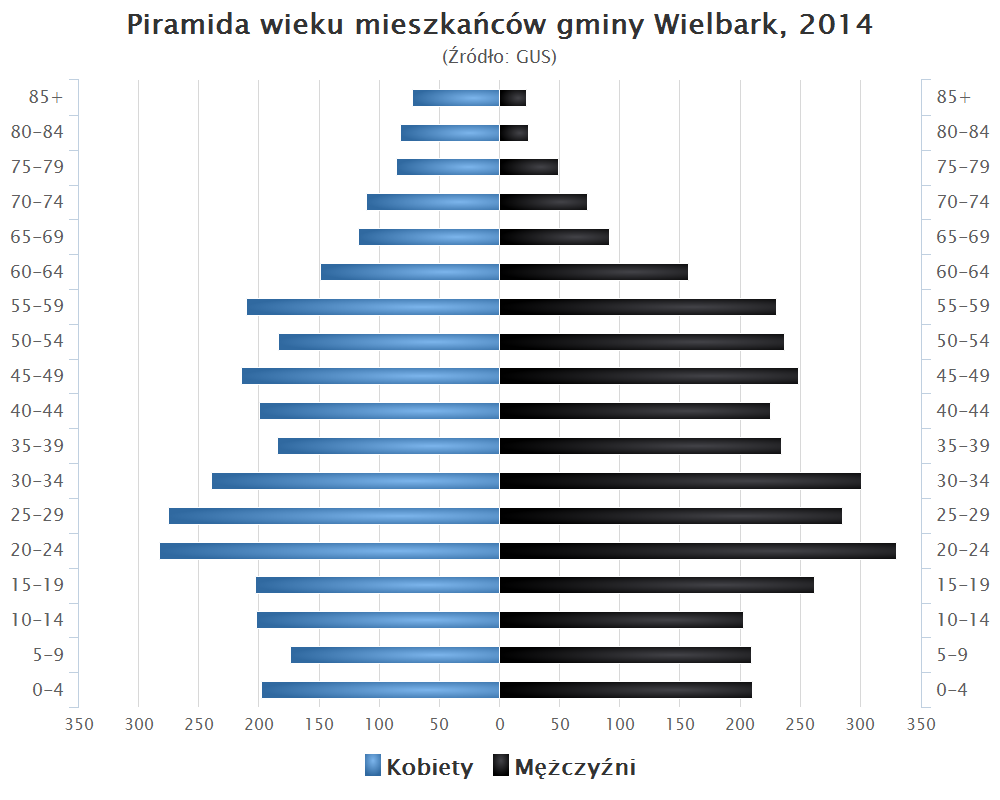
Piramida wieku mieszkańców gminy Wielbark w 2014 roku

Dane z 31 grudnia 2007:
| Opis                              | Ogółem | Ogółem | Kobiety | Kobiety | Mężczyźni | Mężczyźni |
| --------------------------------- | ------ | ------ | ------- | ------- | --------- | --------- |
| jednostka                         | osób   | %      | osób    | %       | osób      | %         |
| populacja                         | 6241   | 100    | 3037    | 48,7    | 3204      | 51,3      |
| gęstość zaludnienia (mieszk./km²) | 18     | 18     | 8,8     | 8,8     | 9,2       | 9,2       |

## Sołectwa
Baranowo, Ciemna Dąbrowa, Głuch, Jesionowiec, Kipary, Kołodziejowy Grąd, Kucbork, Lejkowo, Lesiny Wielkie, Łatana Wielka, Nowojowiec, Olędry, Piwnice Wielkie, Przeździęk Mały, Przeździęk Wielki, Sędrowo, Szymanki, Wesołowo, Wyżegi, Zabiele, Zieleniec.

## Pozostałe miejscowości
Borki Wielbarskie, Dąbrowa, Jakubowy Borek, Jankowo, Lesiny Małe, Łatana Mała, Łysak, Maliniak, Ostrowy, Róklas, Stachy, Wesołówko, Zapadki, Zieleniec Mały.

## Sąsiednie gminy
Chorzele, Czarnia, Janowo, Jedwabno, Rozogi, Szczytno